# Mata da Rainha
Mata da Rainha ist ein Ort und eine ehemalige Gemeinde (Freguesia) im portugiesischen Kreis Fundão. Die Gemeinde hatte 151 Einwohner (Stand 30. Juni 2011).
Am 29. September 2013 wurden die Gemeinden Mata da Rainha und Vale de Prazeres zur neuen Gemeinde União das Freguesias de Vale de Prazeres e Mata da Rainha zusammengeschlossen.